# Суворовка (Молдова)
Суворовка (рум. Suvorovca) — село в Фалештском районе Молдавии. Наряду с сёлами Помпа и Первомайск входит в состав коммуны Помпа.

## География
Село расположено на высоте 178 метров над уровнем моря.

## История
До 1945 г. носило название Опинка.

## Население
По данным переписи населения 2004 года, в селе Суворовка проживает 455 человек (227 мужчин, 228 женщин).
Этнический состав села:
| Национальность | Число жителей | Процентный состав |
| -------------- | ------------- | ----------------- |
| украинцы       | 290           | 63.74             |
| молдаване      | 151           | 33.19             |
| русские        | 12            | 2.64              |
| прочие         | 2             | 0.44              |
| Всего          | 455           | 100%              |